# Gnejsy śnieżnickie
Gnejsy śnieżnickie – skały metamorficzne występujące w metamorfiku Lądka i Śnieżnika.
Gnejsy śnieżnickie (czasem opisywane jako granitognejsy), są to gnejsy oczkowe, warstewkowe, zwykle gruboziarniste, generalnie z wyraźną foliacją. Posiadają większe zróżnicowanie mineralogiczne, z widocznymi kolorowymi pasemkami. Ich cechą szczególną są duże jasne kryształy lub nagromadzenia  kryształów  minerałów (przypominające oczka, tzw. struktura oczkowa, stąd nazwa): kwarcu i skaleni, w tym mikroklinu. Występują również laminy biotytowe. Gnejsy śnieżnickie charakteryzują się czerwono-czarną barwą; strukturą gnejsową, heteroblastyczną, granolepidoblastyczną, porfiroblastyczną; teksturą kierunkową, z wyraźną laminacją i foliacją.
Wiek powstania gnejsów śnieżnickich nie jest do końca uzgodniony. Są to ortognejsy. Skały wyjściowe (granit) datowany są na ok. 400 mln lat, a  metamorfizm tuż potem. Są jednak datowania wskazujące na powstanie granitu ok. 490 mln lat temu. Uważa się, że skały te powstały w czasie schyłku orogenezy kaledońskiej (według innych na początku orogenezy waryscyjskiej), podczas której, w skały serii strońskiej wniknęła magma, z której wykrystalizowały granity, przeobrażone następnie w gnejsy oczkowe zwane "gnejsami śnieżnickimi". Gnejsy śnieżnickie kontaktują z szarymi, drobnolaminowanymi gnejsami migmatycznymi zwanymi gnejsami gierałtowskimi. Ich wzajemne stosunki są niejasne. Z analizy superpozycji obu skał w poszczególnych odsłonięciach wynikają sprzeczne wnioski.
W Polsce gnejsy śnieżnickie występują w metamorfiku Lądka i Śnieżnika, budują podłoże Gór Złotych, Gór Bialskich, Masywu Śnieżnika oraz fragment Kotliny Kłodzkiej. Podobne gnejsy występują w Górach Bystrzyckich i Orlickich (metamorfik bystrzycko-orlicki).